# Orchestra (architettura)

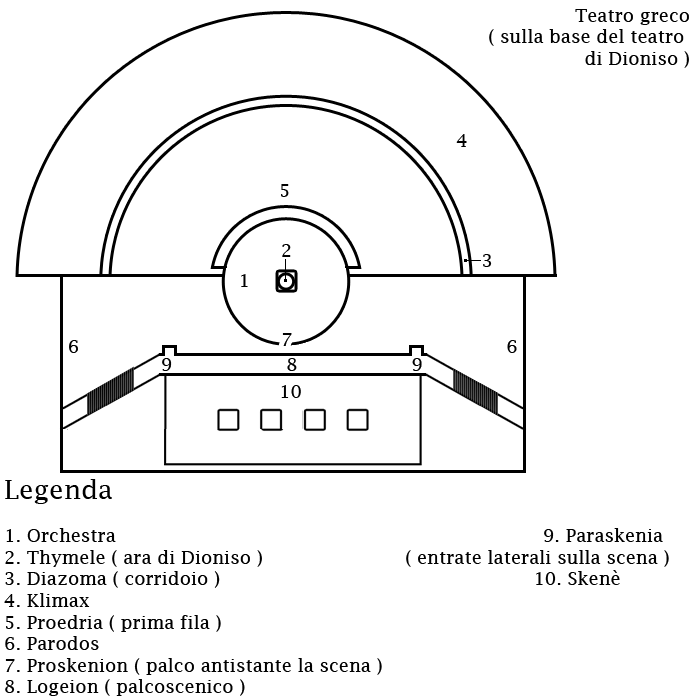
Schema del teatro greco

Orchestra (ὀρχήστρα, orchéstra), in architettura, è il termine usato per indicare quella parte del teatro antico, di forma circolare (o, nel teatro romano, semicircolare) dedicata ad ospitare l'esibizione del coro (χόρος, kóros).
La sua posizione era alla base della cavea (kôilon), a frapporsi così tra gli spettatori disposti sulle gradinate e la scena (σχηνέ, skené).
Il suo nome deriva dal greco ὀρχέομαι (orchéomai, danzare), a sottolineare come l'esibizione scenica del coro, importantissima nel teatro classico, comprendesse anche la danza oltre che recitativi e musica (azione orchestica).
Inizialmente l'orchestra era realizzata in terra battuta ed è probabile che, durante le rappresentazioni, venisse ricoperta da stuoie. Successivamente fu lastricata e dotata di un canale per lo scolo delle acque meteoriche denominato, per antonomasia, euripo e di un altare, il thymele (θυμέλη), l'ara di Dioniso. 
L'accesso dei coreuti allo spazio delimitato dall'orchestra avveniva attraverso due corridoi laterali scoperti denominati parodoi (πάροδοι).
Lo spazio dedicato all'orchestra si ridusse nel teatro ellenistico e in quello romano, parallelamente all'aumento degli edifici scenici e al declino del ruolo drammaturgico affidato al coro.

## Eredità etimologica
Il termine orchestra, con il suo derivato orchestrare, conserva nella lingua italiana accezioni emancipatesi dall'originario significato collegato alla danza.
Il compito di fornire l'etimologia a termini di danza scenica è stato assunto proprio dal termine che indicava il protagonista che si muoveva nell'orchestra, cioè il coro (coreutica, coreografia, ecc.), al quale è legato un altro termine che indicava la danza: choreía.